# Mangunjaya (Anjatan)
Mangunjaya is een bestuurslaag in het regentschap Indramayu van de provincie West-Java, Indonesië. Mangunjaya telt 6305 inwoners (volkstelling 2010).